# 日本面蛸
日本面蛸（学名：Opisthoteuthis japonica）为面蛸科面蛸屬下的一个种。